# John Corabi
John Corabi (nascido em 26 de Abril de 1959) é um guitarrista e vocalista americano. Ele foi membro da banda The Scream durante o ano de 1989 e após, foi vocalista da banda Mötley Crüe durante os anos de 1992 e 1996 enquanto o vocalista original da banda Vince Neil estava afastado da mesma.

## Carreira
John Corabi trabalhou em diversos projetos paralelos com grandes nomes do Hard Rock Americano, sendo considerado um dos músicos mais itinerantes dos tempos modernos. Atuou nas bandas The Scream, Mötley Crüe, Eric Singer Project, um supergrupo formado com o baterista da banda KISS, banda Union, formada com o antigo Guitarrista da banda [KISS]], Bruce Kulick, Twenty 4 Seven, Brides of Destruction, Voodooland, Liberty N' Justice, Ratt, Dead Daisies, além de seguir atualmente em sua carreira solo.

## Discografia
Angora
- Six song demo tape

The Scream
- Let It Scream (1991)

Mötley Crüe
- Mötley Crüe (1994)
- Quaternary EP (1994)
- Generation Swine (1997) writer, uncredited vocals

Eric Singer Project
- Lost and Spaced (1998)
- ESP (1999)
- Live in Japan (2007)
- ESP Live at the Marquee (2007)

Union
- Union (1998)
- Live in the Galaxy (1999)
- The Blue Room (2000)
- Do Your Own Thing Live (2005) concert video

Twenty 4 Seven
- Destination Everywhere (2002)

Brides of Destruction
- Here Comes the Brides (2004) Rhythm guitar and writer

Voodooland
Advanced Ep (2003)
- Give Me Air (2004)

Liberty N' Justice
- Doubting Thomas (2007)

RATT
- Infestation (2010) writer

John Corabi
- Unplugged (2012)
- Live 94 (One Night In Nashville) (2018)
- Cosi Bella (So Beautiful) - Single (2021)
- Your Own Worst Enemy - Single  ( 2022)

The Dead Daisies
- Revolución (2015)
- Make Some Noise (2016)
- Live & Louder - Live (2017)
- Burn It Down (2018)
- Locked and Loaded: The Covers Album - Live (2019)

1. ↑  «The Scream Bio – Sleaze Roxx»